# Governo Drnovšek III
Janez Drnovšek è stato per la terza volta Primo ministro della Slovenia dal 27 febbraio 1997 al 7 giugno 2000. Il Governo Drnovšek III comprende il Primo ministro, 16 ministri e 4 ministri senza portafoglio.
- Composizione
  - Democrazia Liberale di Slovenia (LDS)
  - Partito Popolare Sloveno (SLS)
  - Partito Democratico dei Pensionati della Slovenia (DeSUS)

## Primo ministro
- Janez Drnovšek (LDS)

## Ministeri senza portafoglio

### Coordinatore dei ministeri e sostituto del Primo ministro
- Marjan Podobnik (SLS)

### Unione Europea
- Igor Bavčar (LDS) dal 29 ottobre 1997

### Autogoverno Locale
- Božo Grafenauer (SLS)

### Coordinazione degli Affari Sociali
- Janko Kušar (DeSUS)

## Ministeri

### Lavoro, Famiglia e Affari Sociali
- Anton Rop (LDS)

### Relazioni Economiche e Sviluppo
- Marjan Senjur (SLS)

### Finanze
- Mitja Gaspari (indipendente)

### Affari Economici
- Metod Dragonja (indipendente)
- Tea Petrin (LDS)

### Piccolo Commercio e Turismo
- Janko Razgoršek (SLS) dal 29 ottobre 1997

### Agricoltura, Politiche Forestali e Alimentazione
- Ciril Smrkolj (SLS)

### Cultura
- Jožef Školč (LDS)

### Interni
- Mirko Bandelj (LDS)
- Borut Šuklje (LDS)

### Difesa
- Tit Turnšek (SLS)
- Alojz Krapež (SLS)
- Franci Demšar (SLS)

### Ambiente e Pianificazione Territoriale
- Pavel Gantar (LDS)

### Giustizia
- Tomaž Marušič (SLS)

### Trasporti e Comunicazioni
- Anton Bergauer (SLS)

### Istruzione e Sport
- Slavko Gaber (LDS)
- Pavel Zgaga (indipendente)

### Salute
- Marjan Jereb (SLS)

### Scienza e Tecnologia
- Alojzij Marinček (SLS)

### Affari Esteri
- Zoran Thaler (LDS) fino al 25 settembre 1997
- Boris Frlec (LDS) 25 settembre 1997